# Beit Ur al-Fauqa
Beit Ur al-Fauqa, en arabe : بيتين, est un village du gouvernorat de Ramallah et Al-Bireh en Palestine. Il est situé à 14 km à l'ouest de Ramallah et au centre de la Cisjordanie.
Selon le recensement du bureau central palestinien des statistiques, la localité compte une population de 1 049 habitants en 2017.